# Weronika postanawia umrzeć (film)
Weronika postanawia umrzeć – film Emily Young z Sarah Michelle Gellar w roli tytułowej z 2009 roku, powstały na podstawie powieści Paulo Coelho pod tym samym tytułem.
Akcja filmu toczy się w Nowym Jorku, w przeciwieństwie do akcji książki, która ma miejsce w stolicy Słowenii – Lublanie.

## Fabuła
Weronika Deklava (Sarah Michelle Gellar) pracuje jako asystentka w nowojorskiej firmie „Freemon Stanley”, w której zarabia duże pieniądze. Z czasem popada w depresję. Nie mogąc sobie poradzić z narastającymi problemami, postanawia odebrać sobie życie. Po nieudanej próbie samobójczej budzi się w szpitalu. Dowiaduje się, że miała zawał, wskutek którego jej serce uległo uszkodzeniu. Zostało jej zaledwie kilka dni życia, które zamierza spędzić w napiętym oczekiwaniu na śmierć. Następnie trafia do kliniki psychiatrycznej „Vilet”. Wśród pozostałych podopiecznych leczniczej placówki poznaje Edwarda, który dostrzega w niej niezwykłą i dobrą osobę. Zajmujący się badaniem Weroniki dr Alex Blake uważa, że można jej pomóc, o ile będzie chciała skorzystać z pomocy specjalistów i będzie zażywała leki, które złagodzą jej ból. Zajęcia terapeutyczne i znajomość z Edwardem sprawiają, że Weronika ponownie nabiera chęci do życia, które kiedyś ją przytłaczało. Pragnie cieszyć się wspólnymi chwilami z Edwardem, który staje się dla niej kimś bardzo ważnym. Chce doceniać kolejny nowy dzień, niosący ze sobą wiele przyjemności i radości, które daje życie. Wkrótce Weronika zdrowieje dzięki podawanym jej zastrzykom na serce. Uświadamia sobie, że samobójstwo nie jest jedynym rozwiązaniem i że z każdej, nawet najtrudniejszej sytuacji, można znaleźć jakieś wyjście.

## Obsada
| Aktor                 | Rola     |
| --------------------- | -------- |
| Sarah Michelle Gellar | Weronika |
| Jonathan Tucker       | Edward   |
| Erika Christensen     | Claire   |
| Melissa Leo           | Mari     |
| David Thewlis         | dr Blake |
| Barbara Sukowa        | Mama     |